# Sodankylä

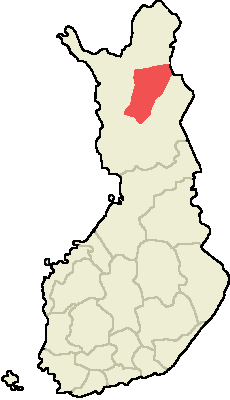

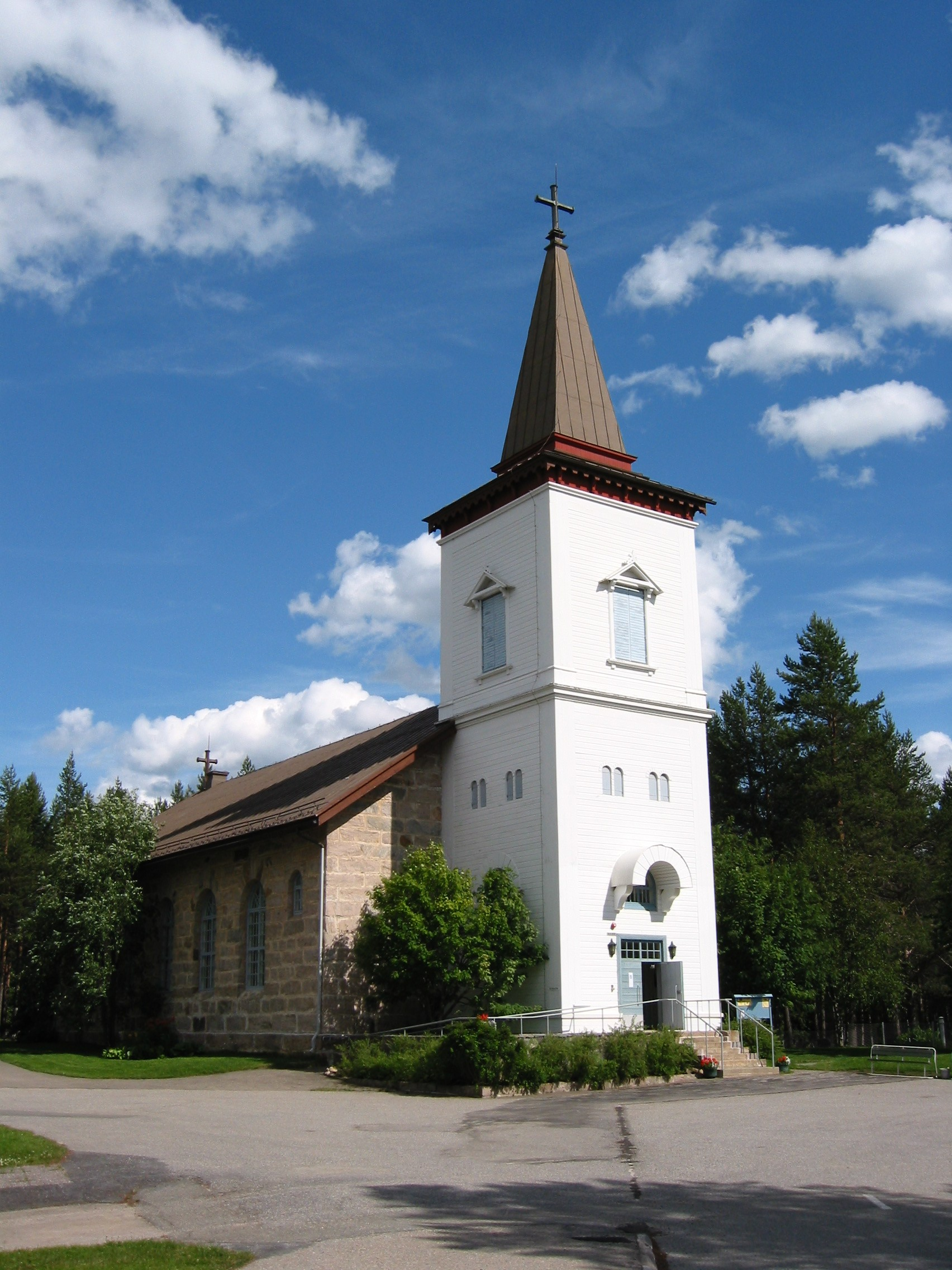
Nhà thờ mới Sodankylä

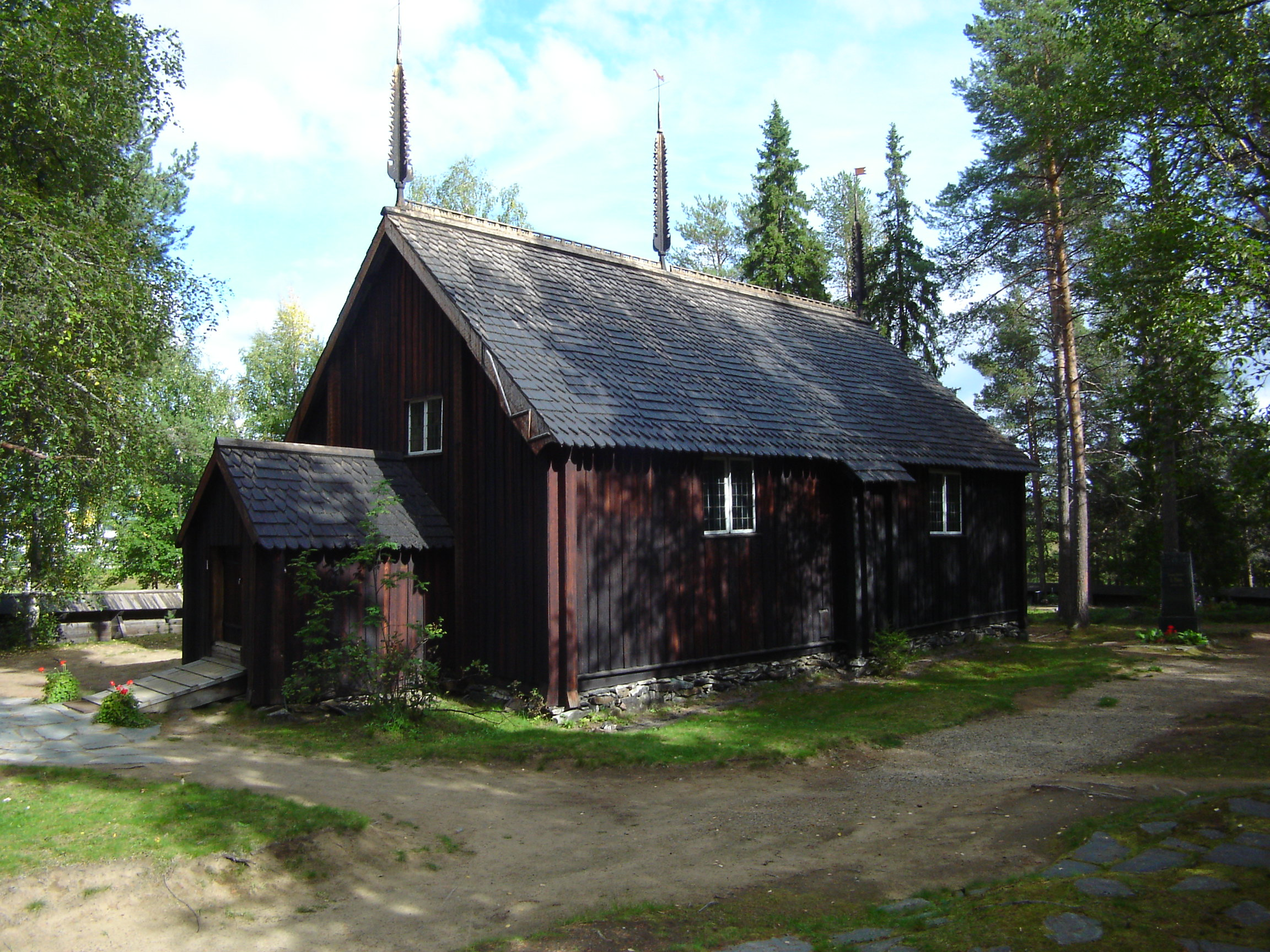
Nhà thờ cũ Sodankylä

Sodankylä (tiếng Inari Sami: Suáđigil, tiếng Bắc Sami: Soađegilli, tiếng Skolt Sami: Suäˊđjel) là một đô thị của Phần Lan.
Đô thị này nằm ở tỉnh Lapland. Dân số là 9.373 người (2003) với diện tích là 12.416,81 km² trong đó 643,81 km² là diện tích mặt nước. Mật độ dân số là 0.8 người mỗi km². Đô thị này có hai ngôn ngữ chính thức: Tiếng Phần Lan và Bắc Sami.
Từ năm 1986, Sodankylä là nơi có Midnight Sun Film Festival (Sodankylän elokuvajuhlat).

## Thành phố kết nghĩa
- Kola, Nga, từ năm 1968
- Berlevåg, Na Uy, từ năm 1971
- Norsjö, Thụy Điển, từ năm 1977
- Heiligenblut, Áo, từ năm 1979